# Superliga de Malasia 2022
La temporada 2022 de la Superliga de Malasia fue la 19.ª temporada de la máxima categoría del fútbol en Malasia desde 2004. Comenzó el 4 de marzo y finalizó el 15 de octubre.
El Johor Darul Takzim fue el campeón defensor y revalidó el título.

## Equipos
| Equipo             | Ciudad           | Estadio                    | Capacidad |
| ------------------ | ---------------- | -------------------------- | --------- |
| Johor Darul Takzim | Iskandar Puteri  | Sultan Ibrahim             | 40 000    |
| Kedah Darul Aman   | Alor Setar       | Darul Aman                 | 32 000    |
| Kuala Lumpur City  | Cheras           | Kuala Lumpur               | 18 000    |
| Melaka United      | Krubong          | Hang Jebat                 | 40 000    |
| Negeri Sembilan    | Seremban         | Tuanku Abdul Rahman        | 45 000    |
| Penang             | George Town      | City Stadium               | 20 000    |
| Petaling Jaya City | Petaling Jaya    | Petaling Jaya              | 25 000    |
| Sabah              | Kota Kinabalu    | Estadio de Likas           | 35 000    |
| Sarawak United     | Kuching          | Sarawak State              | 20 000    |
| Selangor           | Petaling Jaya    | Petaling Jaya              | 25 000    |
| Sri Pahang         | Kuantan          | Darul Makmur               | 40 000    |
| Terengganu         | Kuala Terengganu | Sultan Mizan Zainal Abidin | 50 000    |

## Desarrollo

### Tabla de posiciones
Actualizado el 15 de octubre de 2022.
| Pos. | Equipo                 | Pts. | PJ | G  | E | P  | GF | GC | Dif. | Clasificación o descenso                         |
| ---- | ---------------------- | ---- | -- | -- | - | -- | -- | -- | ---- | ------------------------------------------------ |
| 1    | Johor Darul Takzim (C) | 56   | 22 | 17 | 5 | 0  | 61 | 12 | +49  | Fase de grupos de la Liga de Campeones de la AFC |
| 2    | Terengganu             | 44   | 22 | 14 | 2 | 6  | 39 | 20 | +19  | Fase de grupos de la Copa AFC                    |
| 3    | Sabah                  | 42   | 22 | 13 | 3 | 6  | 36 | 26 | +10  | Fase de grupos de la Copa AFC                    |
| 4    | Negeri Sembilan        | 41   | 22 | 12 | 5 | 5  | 33 | 26 | +7   |                                                  |
| 5    | Selangor               | 30   | 22 | 8  | 6 | 8  | 39 | 33 | +6   |                                                  |
| 6    | Kuala Lumpur City      | 29   | 22 | 8  | 5 | 9  | 30 | 31 | −1   |                                                  |
| 7    | Sri Pahang             | 28   | 22 | 8  | 4 | 10 | 33 | 31 | +2   |                                                  |
| 8    | Kedah Darul Aman       | 27   | 22 | 8  | 3 | 11 | 32 | 41 | −9   |                                                  |
| 9    | Petaling Jaya City     | 26   | 22 | 6  | 8 | 8  | 22 | 30 | −8   | Retirado de la Superliga                         |
| 10   | Melaka United          | 18   | 22 | 4  | 6 | 12 | 22 | 43 | −21  | Expulsados de la Superliga                       |
| 11   | Sarawak United         | 17   | 22 | 5  | 2 | 15 | 19 | 50 | −31  | Expulsados de la Superliga                       |
| 12   | Penang                 | 11   | 22 | 2  | 5 | 15 | 22 | 45 | −23  |                                                  |

 Fuente: MFL
Criterios de clasificación: 1) Puntos; 2) Gol diferencia; 3) Goles anotados.
Notas:
1. ↑  Dado que el campeón de la Copa de Malasia 2022 (Johor Darul Takzim) clasificó a la Liga de Campeones mediante su posición en la liga local, el cupo que otorga dicho torneo en la Copa AFC fue cedido al tercer lugar de la Superliga.
2. ↑  MFL rechazó oficialmente la aprobación de licencias de clubes de Melaka United y Sarawak United, ya que ambos clubes presentaron problemas con los pagos atrasados del personal o los jugadores. Esta decisión impidió que ambos jugaran en la Superliga de Malasia de 2023.[8][9]

### Resultados
| Local \ Visitante  | JDT | KED | KUL | MEL | NSL | PEN | PJC | SBH | SWK | SEL | PAH | TER |
| ------------------ | --- | --- | --- | --- | --- | --- | --- | --- | --- | --- | --- | --- |
| Johor Darul Takzim |     | 4–1 | 5–0 | 4–0 | 5–0 | 1–0 | 4–0 | 3–0 | 6–0 | 5–1 | 2–2 | 2–1 |
| Kedah Darul Aman   | 1–3 |     | 3–2 | 2–3 | 0–0 | 1–0 | 0–1 | 1–1 | 3–1 | 3–1 | 1–0 | 1–3 |
| Kuala Lumpur City  | 0–3 | 2–1 |     | 2–0 | 1–0 | 3–2 | 0–0 | 2–0 | 5–0 | 3–3 | 1–2 | 1–2 |
| Melaka United      | 1–1 | 0–3 | 0–0 |     | 0–0 | 4–1 | 2–2 | 0–1 | 2–3 | 2–0 | 2–2 | 2–4 |
| Negeri Sembilan    | 0–1 | 4–3 | 2–1 | 2–0 |     | 3–2 | 3–1 | 0–1 | 3–2 | 2–2 | 3–0 | 2–1 |
| Penang             | 0–1 | 1–2 | 1–0 | 1–1 | 1–1 |     | 1–1 | 2–4 | 2–3 | 1–1 | 2–3 | 2–1 |
| Petaling Jaya City | 2–2 | 3–3 | 1–0 | 1–0 | 0–2 | 2–0 |     | 1–2 | 1–3 | 0–1 | 0–3 | 3–0 |
| Sabah              | 1–2 | 4–0 | 2–2 | 2–1 | 0–1 | 4–1 | 3–1 |     | 1–0 | 2–3 | 2–1 | 2–1 |
| Sarawak United     | 0–4 | 0–1 | 1–2 | 1–0 | 1–2 | 1–1 | 0–0 | 0–1 |     | 0–1 | 1–4 | 0–2 |
| Selangor           | 1–1 | 4–1 | 1–1 | 5–0 | 2–3 | 2–0 | 0–1 | 1–1 | 7–0 |     | 3–1 | 0–2 |
| Sri Pahang         | 0–0 | 2–0 | 0–2 | 1–2 | 2–0 | 3–1 | 1–1 | 1–2 | 1–2 | 2–0 |     | 1–2 |
| Terengganu         | 1–2 | 2–1 | 2–0 | 5–0 | 0–0 | 3–0 | 0–0 | 2–0 | 1–0 | 2–0 | 2–1 |     |